# Référendum islandais de 1918
Le référendum islandais de 1918 se tient le 19 octobre 1918 afin de permettre à la population de se prononcer sur l'Acte d'Union dano-islandais permettant à l'Islande de devenir un royaume indépendant du Royaume de Danemark, tout en ayant le même monarque.

## Contexte
En réaction au mouvement indépendantiste islandais, le Danemark et l'Islande, alors autonome, entament des négociations en 1917 qui aboutissent à la réunion d'une commission parlementaire dano-islandaise en juillet 1918 à Reykjavik afin de renégocier le statut de l'Islande. Cette dernière propose de faire de l'État autonome islandais un État souverain et indépendant, tout en restant un un royaume en union personnelle avec le Royaume de Danemark, c'est-à-dire conservant le même souverain. L'acte voit par ailleurs l'Islande confier au Danemark la gestion des affaires étrangères du royaume.
L'acte ne peut être modifié avant 1940. Il prévoit des conditions d'abrogation très difficiles à mettre en œuvre, avec un minimum de trois ans de négociations suivies d'un vote à la majorité qualifiée des deux tiers des membres de l'Althing, puis d'un référendum approuvé à la majorité des trois quarts des suffrages exprimés, couplé à une participation minimale de trois quarts des inscrits islandais,.

## Résultats
| Choix                     | Votes  | %     |
| ------------------------- | ------ | ----- |
| Pour                      | 12 411 | 92,55 |
| Contre                    | 999    | 7,45  |
|                           |        |       |
| Votes valides             | 13 410 | 98,22 |
| Votes blancs et invalides | 243    | 1,78  |
| Total                     | 13 653 | 100   |
| Abstentions               | 17 490 | 56,16 |
| Inscrits/Participation    | 31 143 | 43,84 |

| Pour 12 411 (92,55 %) |
| ▲                     |
| Majorité absolue      |

## Conséquences

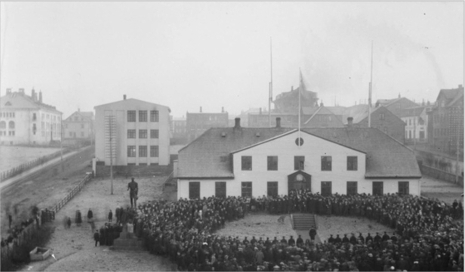
Foule célébrant l'entrée en vigueur de l'Acte d'Union le 1er décembre

Approuvé à une très large majorité, l'acte d'union est voté à l'Althing le 10 novembre 1918, et entre en vigueur le 1er décembre suivant. Le jeune royaume adopte une nouvelle constitution le 18 mai 1920.